# San Mango Piemonte
San Mango Piemonte är en ort och kommun i provinsen Salerno i regionen Kampanien i Italien. Kommunen hade 2 670 invånare (2017).